# Coudekerque-Village
Pour les articles homonymes, voir Coudekerque.
Ne doit pas être confondu avec Coudekerque-Branche.
Coudekerque-Village est une ancienne commune française située dans le département du Nord, en région Nord-Pas-de-Calais, devenue, le 1er janvier 2016, une commune déléguée de la commune nouvelle de Téteghem-Coudekerque-Village.

## Géographie

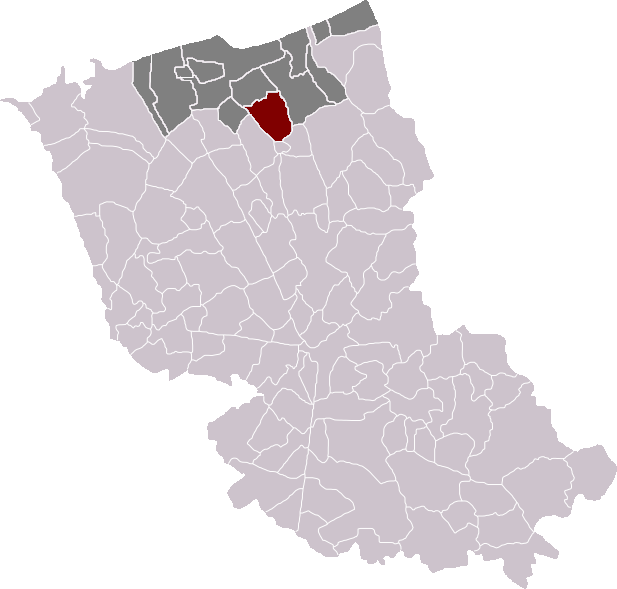
Coudekerque-Village dans son canton et son arrondissement

### Localisation
Située dans la banlieue dunkerquoise, Coudekerque-Village est reliée à Lille (70 km) et Paris (288 km) par l'autoroute A25, au Tunnel sous la Manche via Calais par l'A16/E40, et à Bruxelles par l'A16/E40. Liaisons ferroviaires directes au départ de Dunkerque à destination de Calais, Lille, Paris, Marseille. Coudekerque-Village est en plein cœur du « croissant vert », zone forestière regroupant le bois des forts, le fort Vallières et le fort Louis.

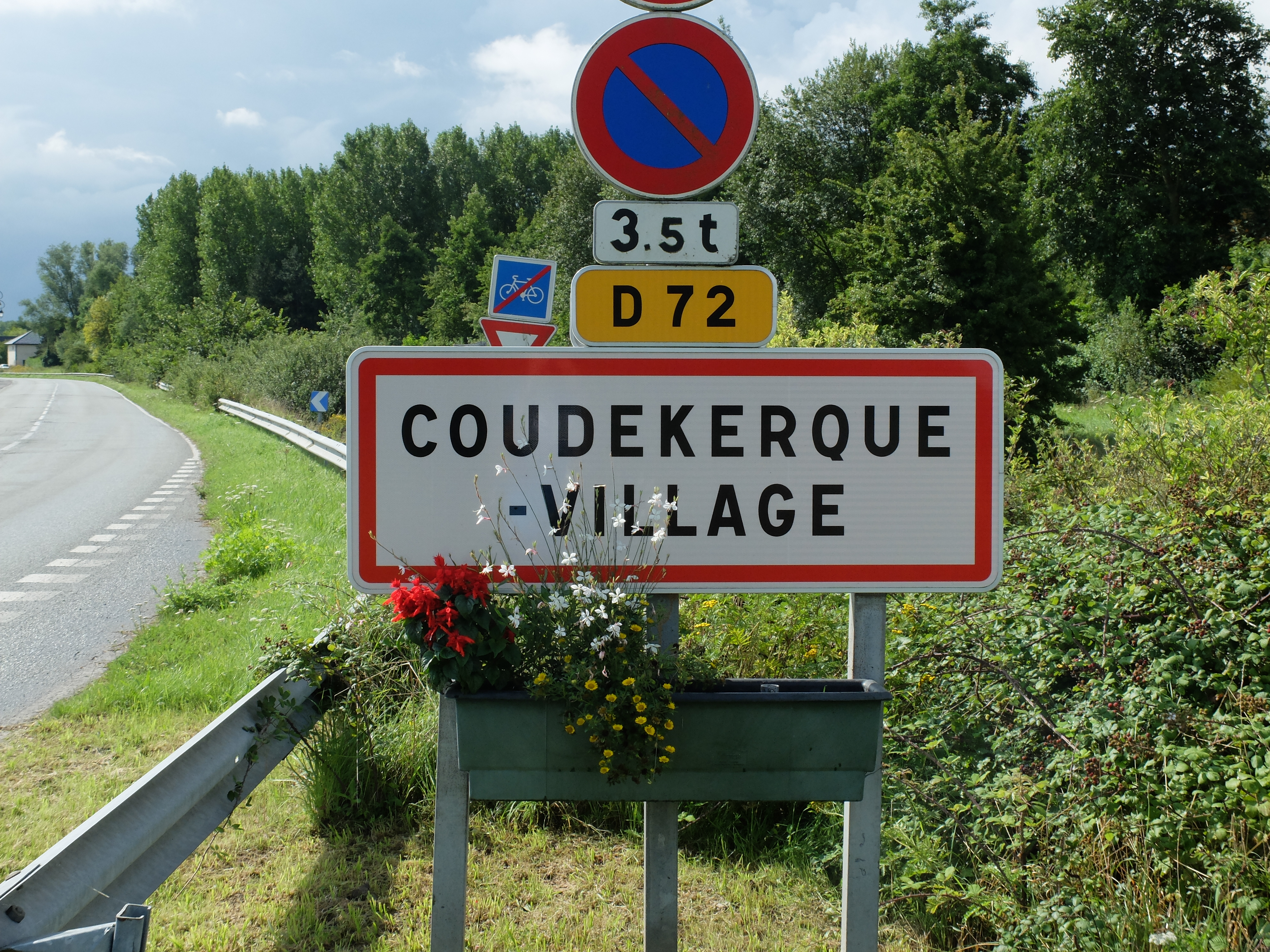
Une entrée de la commune.

## Toponymie
Elle est nommée Coudekerque jusqu'au 3 octobre 2008. En néerlandais, elle s'appelle : Koudekerke, prononcé en flamand occidental comme Coudekercke, signifiant église froide, c'est-à-dire église non utilisée.

## Histoire
Vers 800, sur une carte de Malbrancq qui représente la partie orientale du delta de l'Aa, le village Grunberga (Bergues) est indiqué, entouré de Burgus in broco (Bourbourg), Ecclesia in broco (Brouckerque), Saint-Wilbrordi (Gravelines), Koudekerke (Coudekerque-Village), Spikere (Spycker) ou Loo berga (Looberghe).
La commune de Coudekerque naquit véritablement au XIe siècle, en plein cœur du « croissant vert », zone forestière joignant la Flandre française à la Flandre belge et qui regroupe le Bois des Forts, le Fort Vallière et le Fort Louis. Son emblème est l'aigle.
Entre 1022 et 1067, la paroisse est créée et la première église construite (dédiée à Saint-Michel) sous l'autorité de Baudouin V de Lille, Comte de Flandre.
En 1067, le nom de Koudekerque figure sur les cartes et dans les écrits de la Châtellenie de Bergues (Koude = froid, Kerque = église) donc le village signifie église froide.
Coudekerque faisait partie du diocèse d'Ypres lorsque celui-ci a repris la succession du diocèse de Thérouanne pour cette partie de la Flandre. L'abbaye de Saint Winoc possédait la dîme de Coudekerque au XIe siècle , et en 1218, des laïcs (Jean et Boidin, fils de Treslin) lui cèdent une dîme qu'ils percevaient sur la paroisse. Coudekerque faisait partie de la châtellenie de Bergues.
En 1244, l'abbé de Saint-Winoc  déclare que la femme du châtelain de Bergues a renoncé aux droits qu'elle pouvait avoir sur la dîme de Lisseweghe et de Coudekerque au profit de l'abbaye Saint-Bertin de Saint-Omer. Quelques jours plus tard, l'abbaye de Saint-Bertin achète des dîmes au châtelain de Bergues.
En 1329, Enguerrand de Créquy, évêque de Thérouanne, fait exhumer de l'église de Coudekerque le corps d'un nommé Jacques Peyt, connu pour être un assassin et un impie. Il fait brûler publiquement ses restes pour motif d'hérésie, de crimes et de forfaits.
L'église Saint Michel a été reconstruite au XVIe siècle, la précédente ayant été détruite par les protestants iconoclastes (Furie iconoclaste).
Aux XVIe – XVIIe siècles, existe à Coudekerque la seigneurie de Coudecasteele détenue par la famille de Piermont.
Une comète a été visible pendant 52 jours dans le ciel de Coudekerque fin 1618 début 1619.
En 1658 après la bataille des Dunes remportée par Turenne, Dunkerque devient anglaise. La possession anglaise recouvre non seulement la ville de Dunkerque mais aussi des territoires dont certains jusque là relevaient de la châtellenie de Bergues : Mardyck, Grande Synthe, Petite Synthe, une partie d'Armbouts-Cappel, Cappelle-la-Grande, une partie de Coudekerque, Téteghem, Uxem, Ghyvelde, Leffrinckoucke, Zuydcoote. En 1662, Louis XIV rachète ce territoire aux Anglais, une partie de Coudekerque devient française, le reste est espagnol, jusqu'au traité d'Aix la Chapelle en 1668 où la Flandre devient définitivement française.
En 1892, on pouvait trouver à Coudekerque des inscriptions tumulaires datant des XVIe et XVIIe siècles.
La Branche de Coudekerque devient autonome le 14 décembre 1789, constituée en commune elle s'appellera Coudekerque-Branche.

### Première guerre mondiale
Pendant la première guerre mondiale, Bergues est en 1917-1918 le siège d'un commandement d'étapes, c'est-à-dire un élément de l'armée organisant le stationnement de troupes, comprenant souvent des chevaux, pendant un temps plus ou moins long, sur les communes dépendant du commandement, en arrière du front. Coudekerque-Village est une de ces communes qui accueillit des troupes. Le village dépend également en 1918 du commandement d'étapes de Petite-Synthe puis Coudekerque-Branche, et de celui de Téteghem en 1917-1918.
Le 28 décembre 1917, des cas de gale sont signalés parmi des chevaux utilisés par les régiments cantonnés dans des fermes de Coudekerque-Village (à l'époque, l'armée utilise encore beaucoup de chevaux).

### Depuis 1945
La commune de Coudekerque devient par décret n° 2008-1021 du 3 octobre 2008, Coudekerque-Village.

## Politique et administration

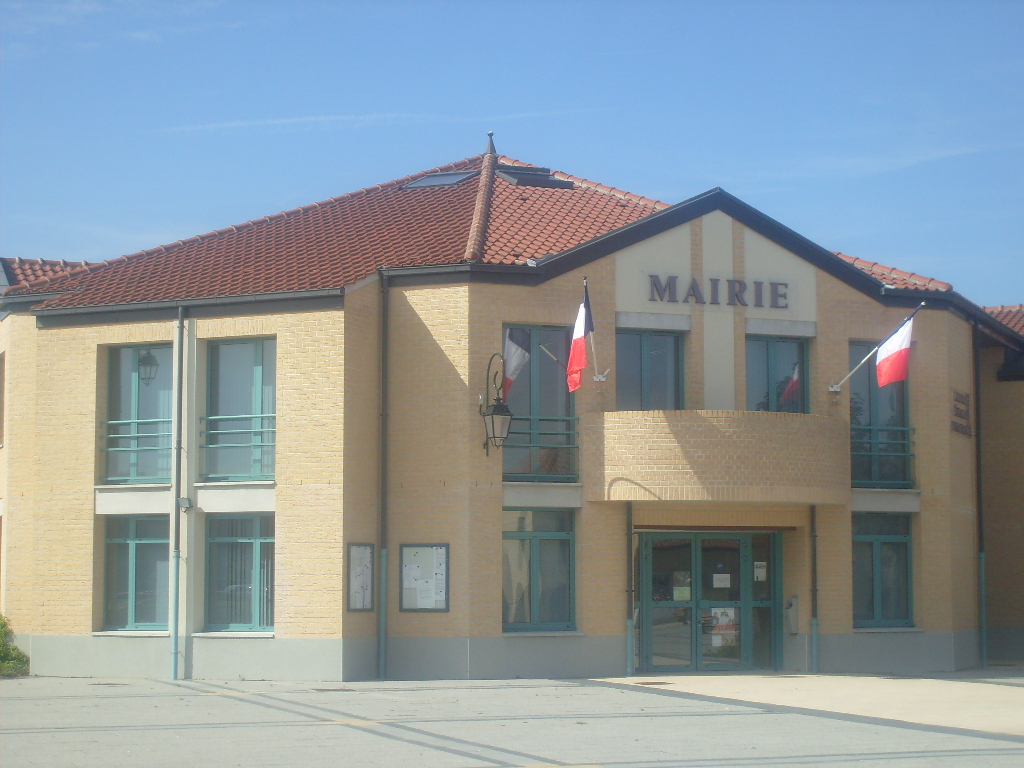
La mairie.

### Liste des maires
| Période                                  | Période | Identité                        | Étiquette      | Qualité                                                                           |
| ---------------------------------------- | ------- | ------------------------------- | -------------- | --------------------------------------------------------------------------------- |
| 1790                                     | 1790    | Josse Van Oudendycke            | sans étiquette |                                                                                   |
| 1790                                     | 1795    | Pierre Janssen-Bennynck         | sans étiquette |                                                                                   |
| 1802                                     | 1831    | Ignace De Meunynck              | sans étiquette |                                                                                   |
| 1831                                     | 1832    | Winoc Vernaelde                 | sans étiquette |                                                                                   |
| 1832                                     | 1848    | Louis Janssen-Bennynck          | sans étiquette |                                                                                   |
| 1848                                     | 1853    | Louis Dufour                    | sans étiquette |                                                                                   |
| 1853                                     | 1859    | Louis Van Oudendycke            | sans étiquette |                                                                                   |
| 1859                                     | 1863    | Henri-Léonard Van Oudendycke    | sans étiquette |                                                                                   |
| 1863                                     | 1876    | Auguste François Louis Lebecque | sans étiquette |                                                                                   |
| 1876                                     | 1883    | Pierre Gossaert                 | sans étiquette |                                                                                   |
| 1883                                     | 1891    | Auguste Janssen-Bennynck        | sans étiquette |                                                                                   |
| 1891                                     | 1905    | Arthur Vanhove                  | sans étiquette |                                                                                   |
| 1905                                     | 1908    | Constant Marchyllie             | sans étiquette |                                                                                   |
| 1908                                     | 1919    | Martial Gerrebout               | sans étiquette |                                                                                   |
| 1919                                     | 1945    | Géry Delattre                   | sans étiquette |                                                                                   |
| 1945                                     | 1953    | Albert Blanckaert               | sans étiquette |                                                                                   |
| 1953                                     | 1977    | Armand Wissocq                  | sans étiquette |                                                                                   |
| 1977                                     | 1989    | Pierre Lanvin                   | sans étiquette | Conseiller communautaire de la Communauté urbaine de Dunkerque de 1971 à 1989.    |
| 1989                                     | 2014    | Jean-Marie Vandenbroucke        | SE             | Conseiller communautaire de la Communauté urbaine de Dunkerque de 1989 à 2014.    |
| 2014                                     | 2016    | Isabelle Kerkhof                | DVD            | 3e Vice-Présidente de la Communauté urbaine de Dunkerque depuis le 17 avril 2014. |
| Les données manquantes sont à compléter. |         |                                 |                |                                                                                   |

### Liste des maires délégués
| Période                                  | Période | Identité         | Étiquette | Qualité                                                                           |
| ---------------------------------------- | ------- | ---------------- | --------- | --------------------------------------------------------------------------------- |
| 2016                                     | 2020    | Isabelle Kerkhof | DVD       | 3e Vice-Présidente de la Communauté urbaine de Dunkerque depuis le 17 avril 2014. |
| Les données manquantes sont à compléter. |         |                  |           |                                                                                   |

## Population et société

### Démographie
L'évolution du nombre d'habitants est connue à travers les recensements de la population effectués dans la commune depuis 1793. À partir du 1er janvier 2009, les populations légales des communes sont publiées annuellement dans le cadre d'un recensement qui repose désormais sur une collecte d'information annuelle, concernant successivement tous les territoires communaux au cours d'une période de cinq ans. 
Pour les communes de moins de 10 000 habitants, une enquête de recensement portant sur toute la population est réalisée tous les cinq ans, les populations légales des années intermédiaires étant quant à elles estimées par interpolation ou extrapolation. Pour la commune, le premier recensement exhaustif entrant dans le cadre du nouveau dispositif a été réalisé en 2006,.
En 2013, la commune comptait 1 250 habitants, en évolution de +5,93 % par rapport à 2008 (Nord : +1,23 %, France hors Mayotte : +2,49 %).
| 1793 | 1800 | 1806 | 1821 | 1831 | 1836 | 1841 | 1846 | 1851 |
| ---- | ---- | ---- | ---- | ---- | ---- | ---- | ---- | ---- |
| 385  | 374  | 438  | 487  | 448  | 455  | 460  | 494  | 497  |

| 1856 | 1861 | 1866 | 1872 | 1876 | 1881 | 1886 | 1891 | 1896 |
| ---- | ---- | ---- | ---- | ---- | ---- | ---- | ---- | ---- |
| 477  | 500  | 515  | 600  | 687  | 637  | 658  | 673  | 656  |

| 1901 | 1906 | 1911 | 1921 | 1926 | 1931 | 1936 | 1946 | 1954 |
| ---- | ---- | ---- | ---- | ---- | ---- | ---- | ---- | ---- |
| 692  | 703  | 705  | 714  | 648  | 635  | 602  | 496  | 536  |

| 1962 | 1968 | 1975 | 1982 | 1990 | 1999  | 2006  | 2011  | 2013  |
| ---- | ---- | ---- | ---- | ---- | ----- | ----- | ----- | ----- |
| 514  | 580  | 620  | 628  | 903  | 1 080 | 1 105 | 1 165 | 1 250 |

### Sports et loisirs
Le ministère des sports a décompté 18 équipements sportifs sur le territoire de la commune en 2013.

## Culture locale et patrimoine

### Lieux et monuments
- L'église.
- Le monument aux morts.

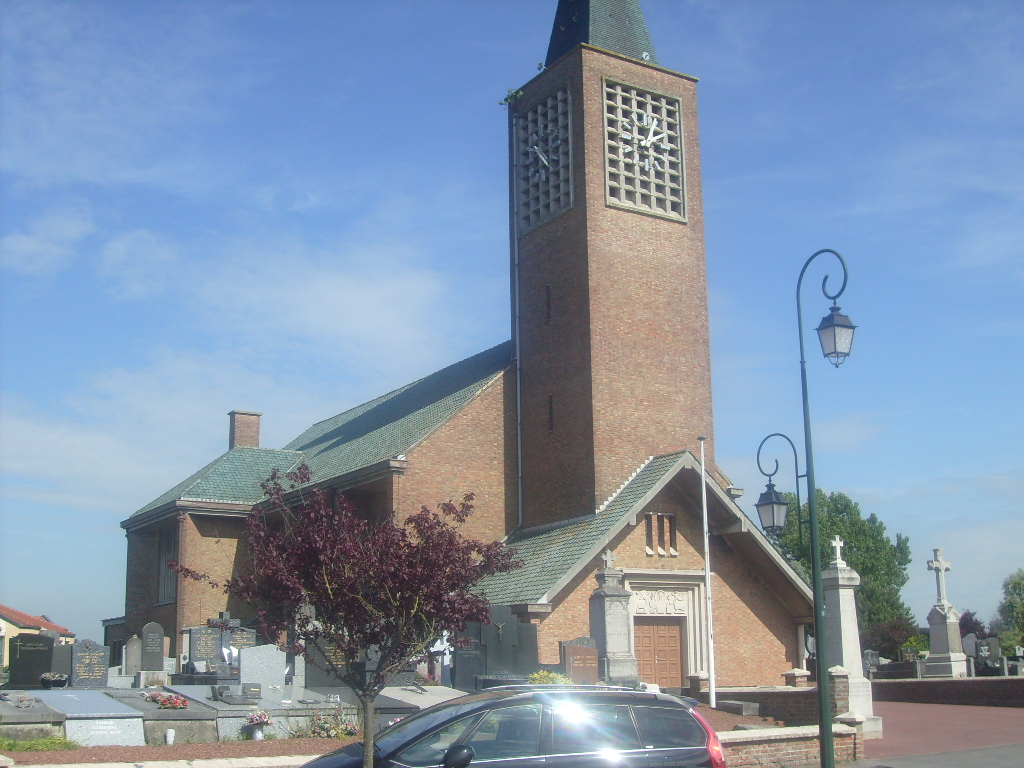
L'église
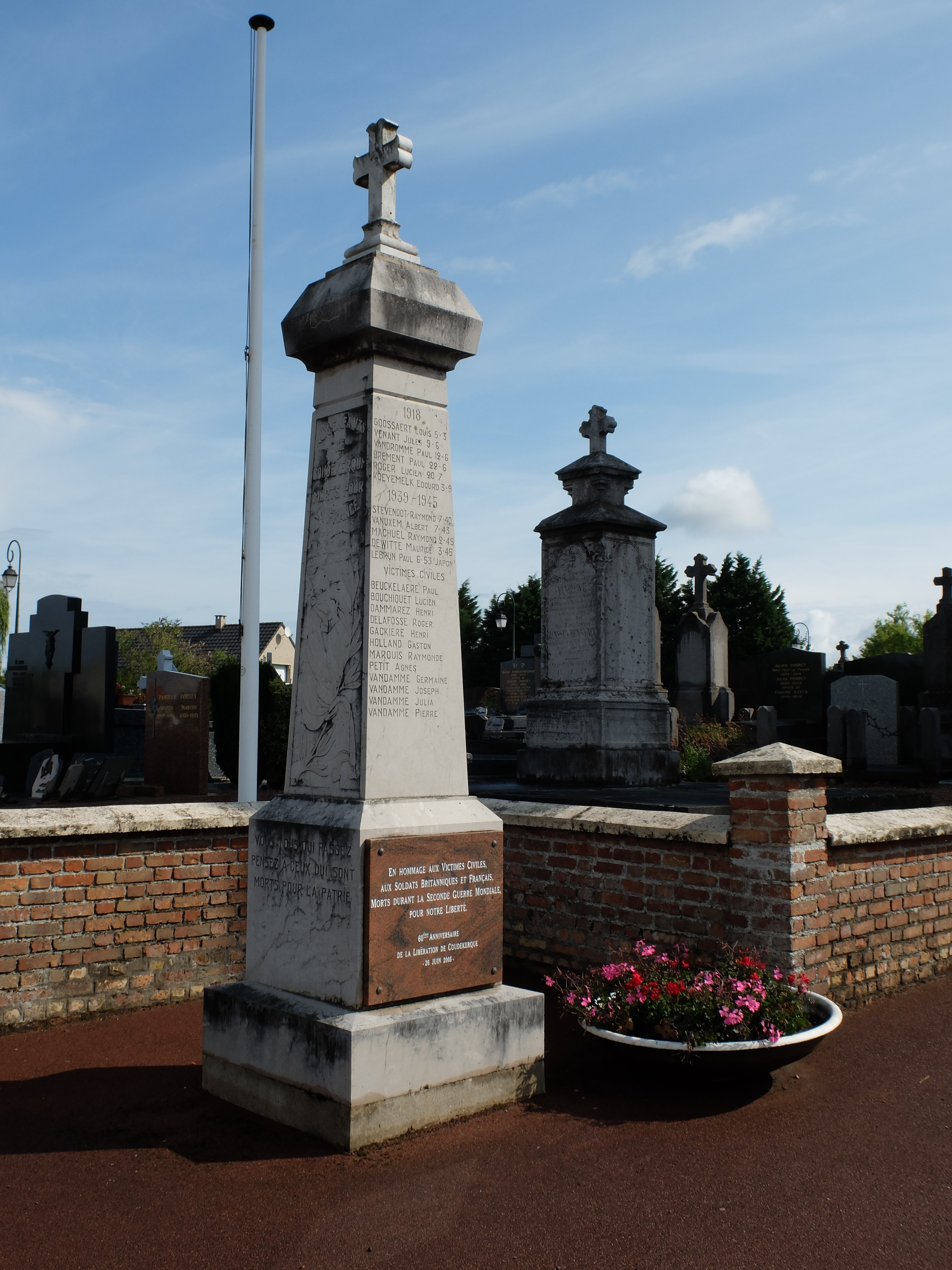
Le monument aux morts

### Personnalités liées à la commune
- Pierre Guislain de Piermont, est seigneur de Coudecasteel et noble de Bergues en 1639. Il répond cette année là à  une convocation près d'Arras de la noblesse de Flandre par le gouverneur des Pays-Bas Ferdinand d'Autriche[17].
- Nicolas François Doncquer, écuyer, seigneur de Saint-Antoine dans les Moëres, de la Bruyère, Walpré, Coudekerque, Coudecasteel, Longhenstryck et de l'ammanie (magistrature) de Dunkerque,originaire d'Anvers, est bourgmestre de Dunkerque de 1738 à 1756. Il fut également conseiller-secrétaire du roi, subdélégué de l'intendant de Flandre, et pendant la guerre de succession d'Autriche, en 1744, il est mis çà la tête des habitants enrégimentés de Dunkerque en tant que colonel[18].

- Laurent Thirionet, champion de cyclisme paralympique.
- Nicolas Huysman : ancien footballeur, ancien entraineur de l'équipe de Dunkerque, le stade de football de Coudekerque-Village porte son nom.

### Héraldique
|  | Les armes de Coudekerque se blasonnent ainsi : « D'argent à l'aigle déployé de sable, languée de gueules. » |

## Pour approfondir